# Terpentin

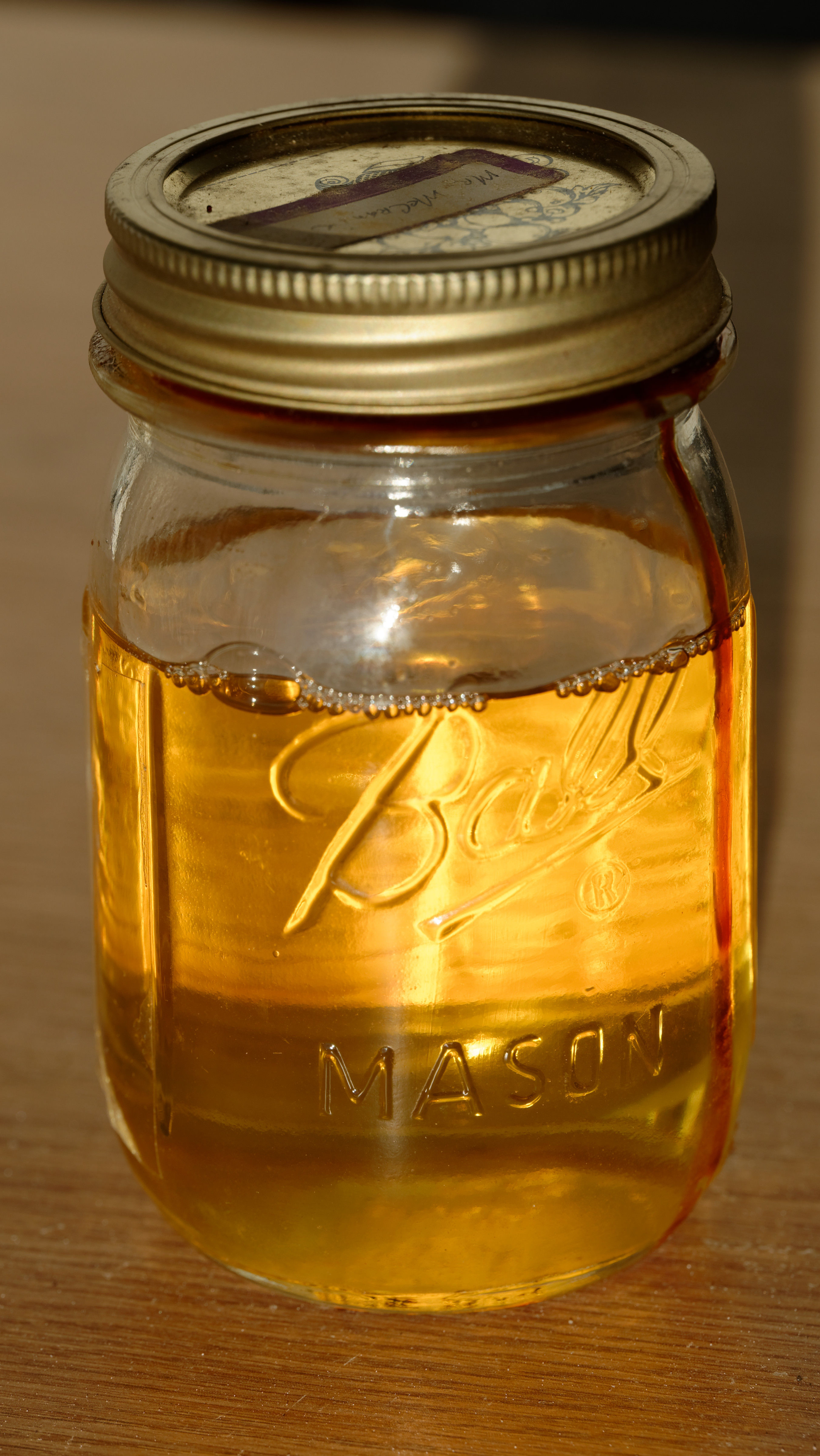
Destilliertes Terpentin

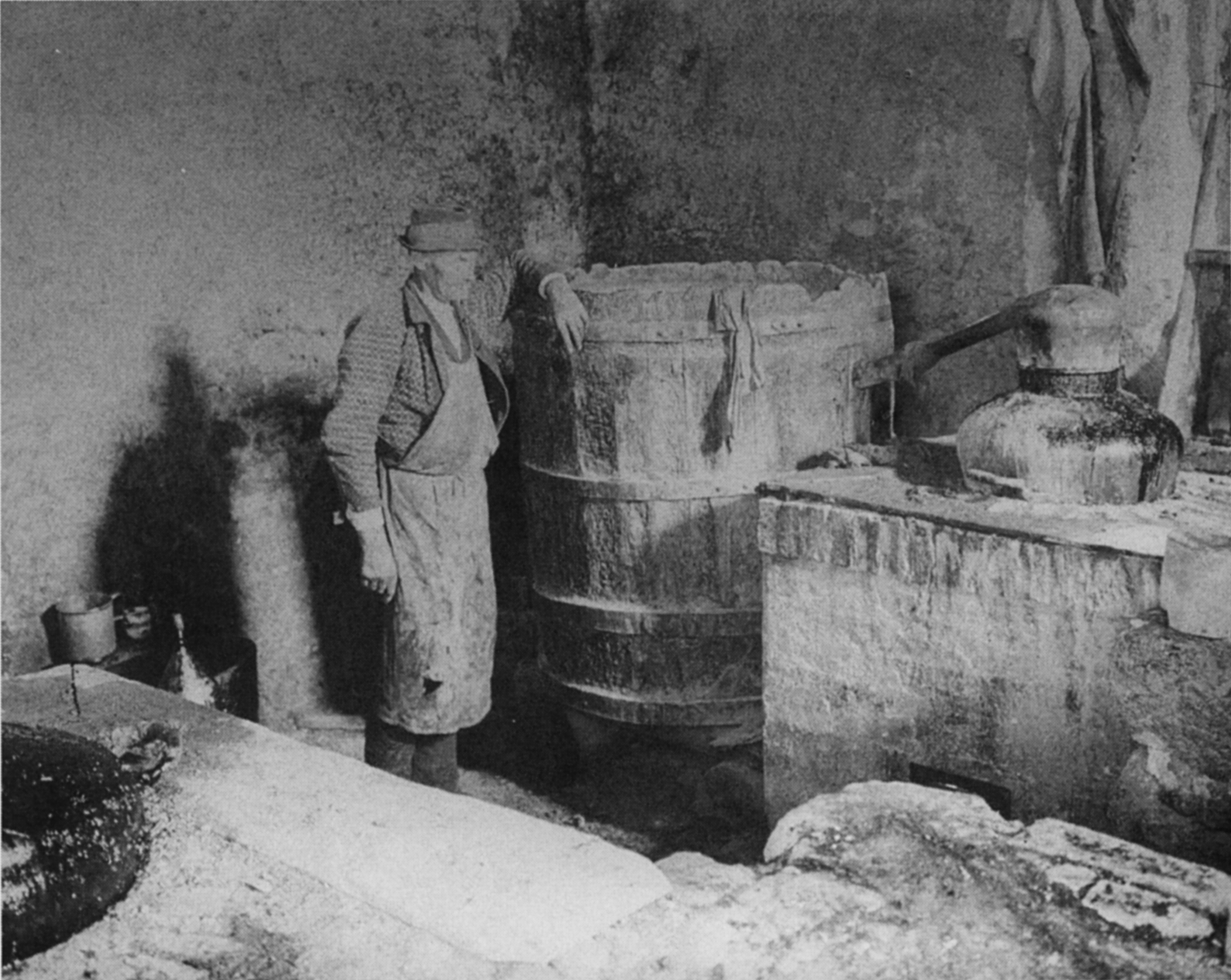
Terpentinöldestillation in der Steiermark, 1910

Als Terpentin (Kiefernöl, Balsamöl, auch Balsamharz genannt) werden die frischen Harzausflüsse verschiedener Koniferen bezeichnet, insbesondere von Kiefern (Pinus spp.) und Lärchen (Larix spp.; dann früher auch gloriet und loriet sowie Resina laricina). Sie sind Gemische von Harz und ätherischen Ölen und gehören zu den Balsamen. Sie gehen erst beim Eintrocknen unter Verlust der flüchtigen Stoffe in Harz über.
Terpentin (von mittellateinisch terebíntina [resīna] ‚Harz der Terebinthe‘; wie spätmittelhochdeutsch terebint über griechisch-lateinisch terebinthus von griechisch terébintos – wohl eine Entlehnung aus der nichtindogermanischen Sprache der kretisch-minoischen Urbevölkerung) ist eine farblose bis gelbliche, meist cremige Flüssigkeit, deren Hauptbestandteile Harzsäuren sind. Als flüchtige Bestandteile finden sich hauptsächlich 2-Pinen, 2(10)-Pinen, 3-Caren und andere (monocyclische) Monoterpene in je nach Herkunft sehr unterschiedlichen Anteilen. Terpentin ist gesundheitsschädlich und umweltgefährdend. Die CAS-Nummer für das Gemisch lautet 9005-90-7.
Terpentinöl (auch Terpentinspiritus oder ebenfalls Terpentin) wird durch Destillation aus Terpentin gewonnen. Es ist ein sehr flüchtiges, öl- und harzlösendes Mittel. Die CAS-Nummer hierfür lautet 8006-64-2. Der Destillationsrückstand heißt Kolophonium.

## Eigenschaften
Terpentin ist eine viskose, trübe, fast weiße oder weißgelbe Masse. In Wasser ist das Harz unlöslich, kann jedoch in Ölen, Ethanol und Laugen gelöst werden. Gesundheitsschädlichkeit und Umweltgefährlichkeit des Gemisches sind stark vom Gehalt an Pinenen und 3-Caren abhängig. Die Harzsäuren bzw. das Kolophonium können Allergien verursachen.

## Gewinnung
Zur Gewinnung der zwischen Holz und Rinde oder in besonderen Hohlräumen des Baums gebildeten Ausscheidungen wird die Rinde senkrecht rinnenartig eingeschnitten und am unteren Ende der Einschnitte die Masse in besonderen Vertiefungen oder untergestellten Gefäßen aufgefangen. Eine andere Möglichkeit ist das Anbohren der Stämme. Man verschließt die Löcher mit einem Pfropfen und lässt den Balsam von Zeit zu Zeit ausfließen. Die Gewinnung beginnt im Frühjahr und dauert bis in den Herbst. Bei Bäumen mit dicker Rinde, die der Sonne ausgesetzt sind, ist der Ertrag am größten.

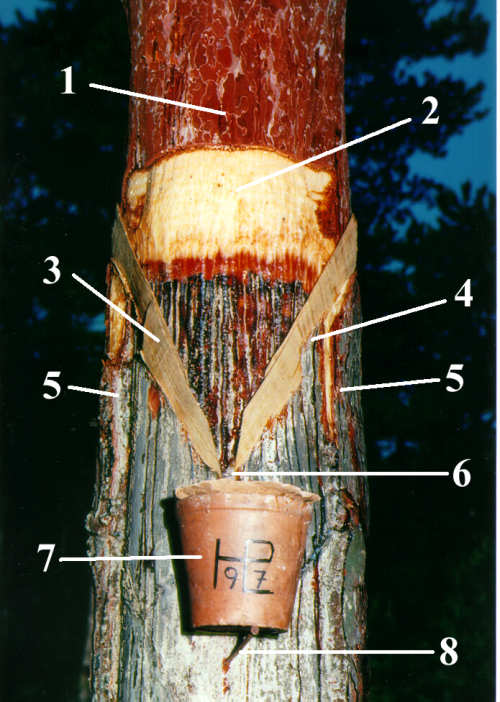
Gewinnung von Harz (Pech) an einer Schwarzkiefer: 1. Rinde, 2. Lachte, 3. Pechscharten, 4. Laß, 5. Leben, 6. Schnabel, 7. Pechhäferl, 8. Nagel

## Reinigung
Die gesammelte, oft durch Erde, Sand, Nadeln und Rindenstückchen verunreinigte Masse wird durch Schmelzen bei niedriger Temperatur verflüssigt, durch grobe Tücher oder eine Strohschicht geseiht und danach in Fässer gefüllt. In den Vereinigten Staaten setzt man sie einfach in Fässern mit durchlöchertem Boden der Sonnenwärme aus, worauf das reine Terpentin von selbst abtropft. Auch in Frankreich wird Terpentin auf diese Weise gereinigt. Die dickflüssige Sorte heißt dort Pâte de térébenthine au soleil, die dünnflüssige à la chaudière.

## Arten
Die Terpentine sind honigdicke, sehr zähflüssige, je nach der Herkunft klare oder trübe, aromatisch riechende und schmeckende Massen, die trotz der weitestgehend gleichen Zusammensetzung in Konsistenz, Färbung, Geruch und Ölgehalt doch Abweichungen zeigen. Nach den Ursprungsländern werden sie in folgende Handelssorten unterschieden, wobei die hochwertigen auch „Edelterpentine“ genannt werden:
- Das gewöhnliche, gemeine oder deutsche Terpentin (lateinisch Terebinthina communis) wird hauptsächlich aus der Waldkiefer (Pinus sylvestris), seltener aus der Weiß- („Straßburger Terpentin“) und Rottanne Gemeine Fichte (Picea abies) gewonnen. Es ist von zäher, etwas körniger Konsistenz, gelblichweiß gefärbt und trübe sowie von stark harzigem Geruch und bitter-würzigem Geschmack. Österreichisches Terpentin (lateinisch Terebinthina austriaca) stammt von der Schwarzkiefer (Pinus nigra), die besonders im Wienerwald verbreitet ist, und aus Niederösterreich in sogenannten Lägeln, kleinen ovalen Fässern, versandt wird. Französisches Terpentin nennt man besonders die Abscheidung der Seekiefer (Pinus pinaster), die in verschiedenen Gegenden Südfrankreichs Wälder bildet. Es ist dünnflüssiger und feiner und hat einen angenehmen Geruch. Das amerikanische Terpentin der Sumpf-Kiefer (Pinus palustris) unterscheidet sich vom gewöhnlichen nicht wesentlich und fällt daher in dieselbe Gruppe.

- Die beste Sorte des Terpentins ist das venezianische oder Lärchenterpentin (lateinisch Terebinthina veneta oder Terebinthina laricina), das hauptsächlich in Tirol, Kärnten, der Steiermark und weiter östlich bis nach Ungarn von der Europäischen Lärche (Larix decidua), gewonnen wird. Doch gibt es auch in der Provence Lärchenwälder, die echtes venezianisches Terpentin liefern. Die dickflüssige, klebrige, ziemlich durchsichtige Masse ist nur schwach gelblich gefärbt, stark fadenziehend und langsam trocknend. Es hat einen harzig-würzigen, etwas zitronenartigen Geruch. Aus Lärchenzapfen ausgekochtes Terpentin ist minderwertig. Sein zurückbleibendes Harz ist splittrig und wird durch atmosphärische Einflüsse angegriffen.

- Nordamerika erzeugt die feinste aller Terpentinarten, das kanadische Terpentin, bekannt unter dem Namen Kanadabalsam.

- Die sonst noch vorkommenden Terpentine wie ungarisches und zyprisches Terpentin von der Terpentin-Pistazie (Pistacia terebinthus) haben wenig Bedeutung. Italienisches Terpentin (lateinisch Terebinthina italica) stammt aus denselben Gegenden wie das venezianische, ist aber dunkler an Farbe.

## Verwendung

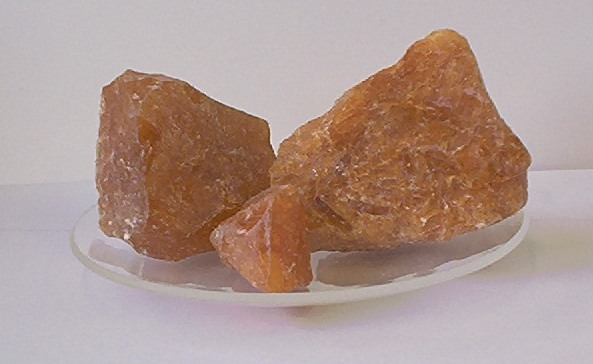
Aus Terpentin wird Kolophonium gewonnen.

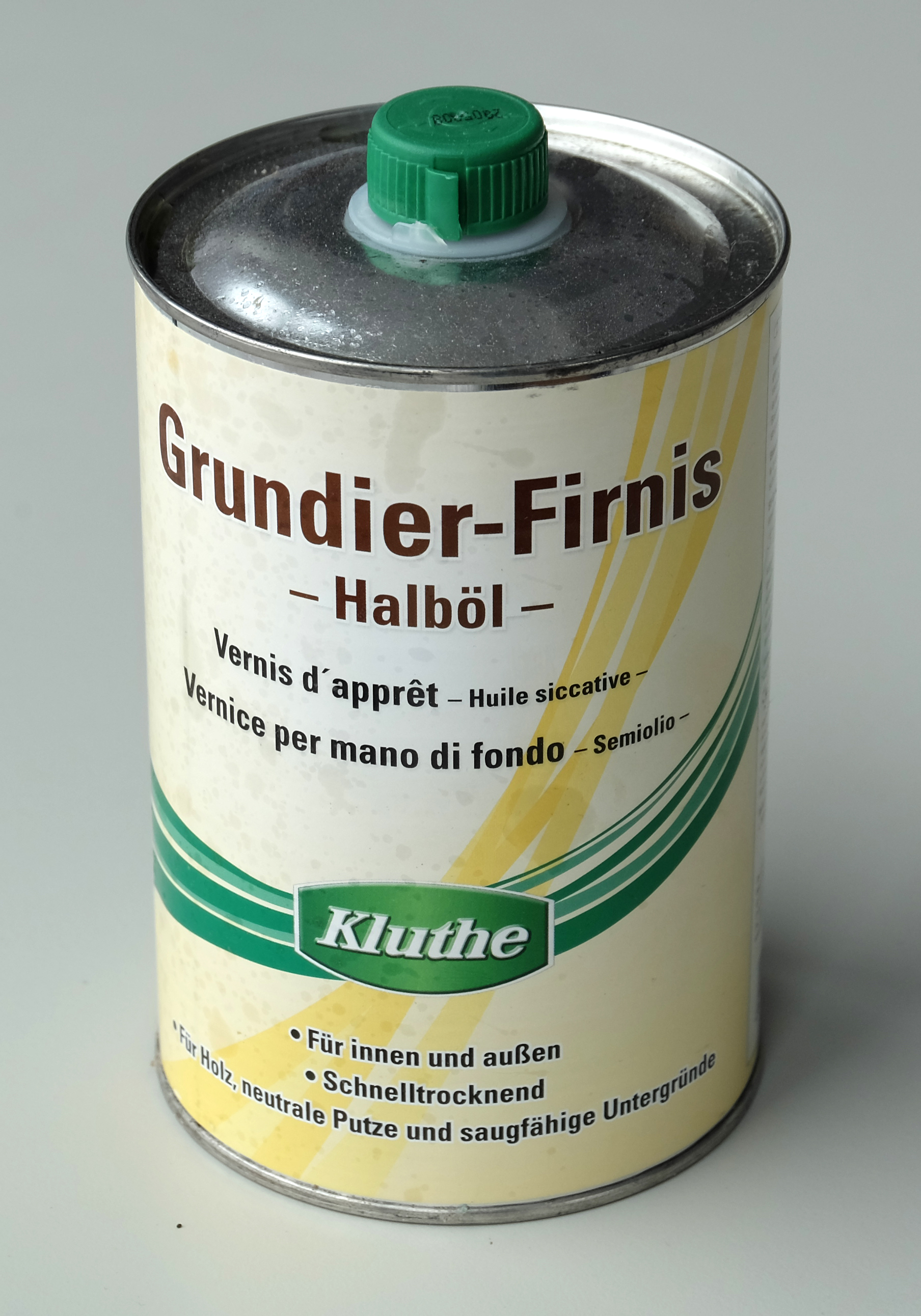
Aus Terpentin wird auch Halböl hergestellt

Terpentin dient hauptsächlich dazu, Harze weicher und geschmeidiger zu machen, und wird daher als Zusatz für Siegellacke, Harzfirnisse, Lacke, Kitte und Ätzgründe verwendet. Zur Herstellung von Lack kann nur die wasserfreie venezianische Sorte benutzt werden, da sonst trübe Lacke entstehen. Sie verbrennt im Gegensatz zum gewöhnlichen wasserhaltigen Terpentin ohne prasselndes Geräusch. Weiter wird Terpentin häufig als Zusatz zu Salben, Pflastern, Seifen und Hufkitt verwendet. Außerdem bildet es den Rohstoff zur Herstellung von Terpentinöl und Kolophonium. Darüber hinaus wird es als wichtiges Binde- und Verdünnungsmittel in der Ölmalerei verwendet.
Früher wurden beispielsweise Marmorwaschtische und -bodenbeläge mit einer Mischung aus Bienenwachs und Terpentin eingepflegt. In der Restaurierung wird dieses Verfahren immer noch genutzt. Auch wurde es zu Schmierstoffen verarbeitet, meist mit Holzteer u. a. gemischt. Siehe auch: Schmierbrenner